# Georges de Bièvre

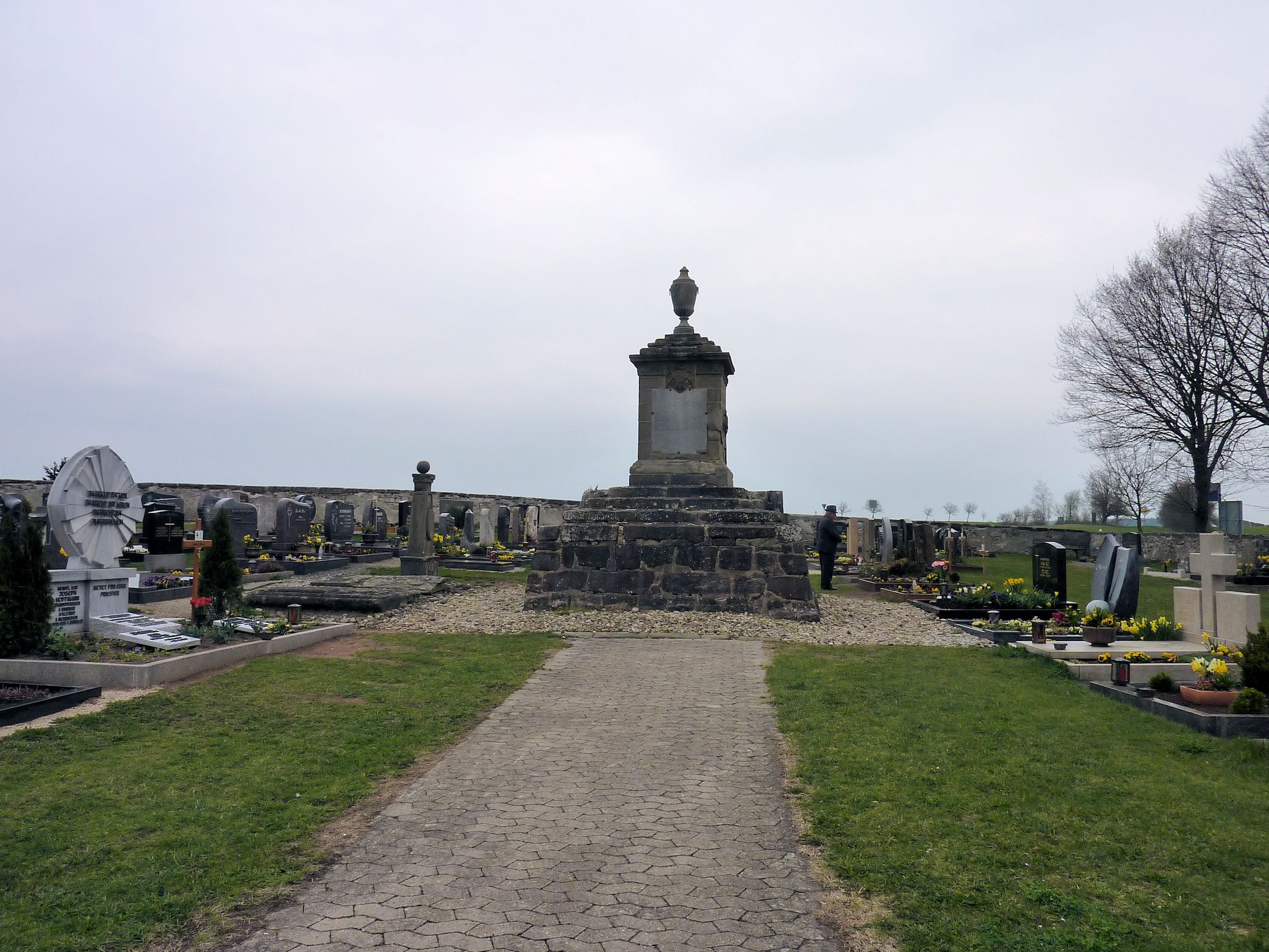
Bièvres Grabmal auf dem Friedhof in Ornbau

Georges de Bièvre, mit vollem Namen Georges François Maréchal Marquis de Bièvre, (* 13. November 1747 in Paris; † 24. Oktober 1789 in Triesdorf) war ein französischer Schriftsteller.

## Leben
Georges de Bièvre gehörte der Leibgarde des Königs an und wurde durch witzige Kalauer, Lustspiele und Romane bekannt. Am 4. November 1783 wurde sein Lustspiel Le séducteur in Fontainebleau aufgeführt, Louis XVI. war bei der Premiere anwesend. Im Sommer 1789 reiste de Bièvre nach England und von dort aus über Ostende und Spa sowie mehrere deutsche Staaten in die Markgrafschaft Ansbach, von wo aus er wohl nach Italien weiterfahren wollte. Vermutlich hatte Alexander von Ansbach den Schriftsteller bei einem seiner Winteraufenthalte in Paris kennengelernt; es ist jedoch anzunehmen, dass de Bièvre auf Einladung der Lady Craven nach Triesdorf kam. Diese hatte dort zwei Jahre zuvor eine Gelehrte Gesellschaft und ein Liebhabertheater eingerichtet. Elizabeth Craven schrieb in ihren Denkwürdigkeiten der Markgräfin von Anspach, die 1826 herauskamen:

„Monsieur de Bièvre […] wünschte sehr meine Schauspieler zu sehen. Nie werde ich den Schrecken der Gräfin von Ahlefeldt und einiger Andern vergessen, die bei dem Gedanken erbebten, vor diesem witzigen Manne zu spielen.“

Bièvre starb in Triesdorf an einer Pockeninfektion, die er sich möglicherweise schon in London zugezogen hatte. Sein Grabdenkmal in Form einer Stufenpyramide, die von einer Vase oder Urne gekrönt wird, befindet sich auf dem Ornbauer Friedhof von St. Jakob, da er als Katholik nicht in der protestantischen Markgrafschaft Ansbach bestattet werden konnte. Ornbau hingegen gehörte dem katholischen Hochstift Eichstätt an. Wann das Ornbauer Denkmal errichtet wurde, ist unbekannt; seine Inschrift weist aber darauf hin, dass Anna Pas de Vassal die Auftraggeberin war. Der ansbachische Minister Carl Friedrich Reinhard Freiherr von Gemmingen-Guttenberg dürfte der Bauherr gewesen sein. Der Text der lateinischen Inschrift lautet:

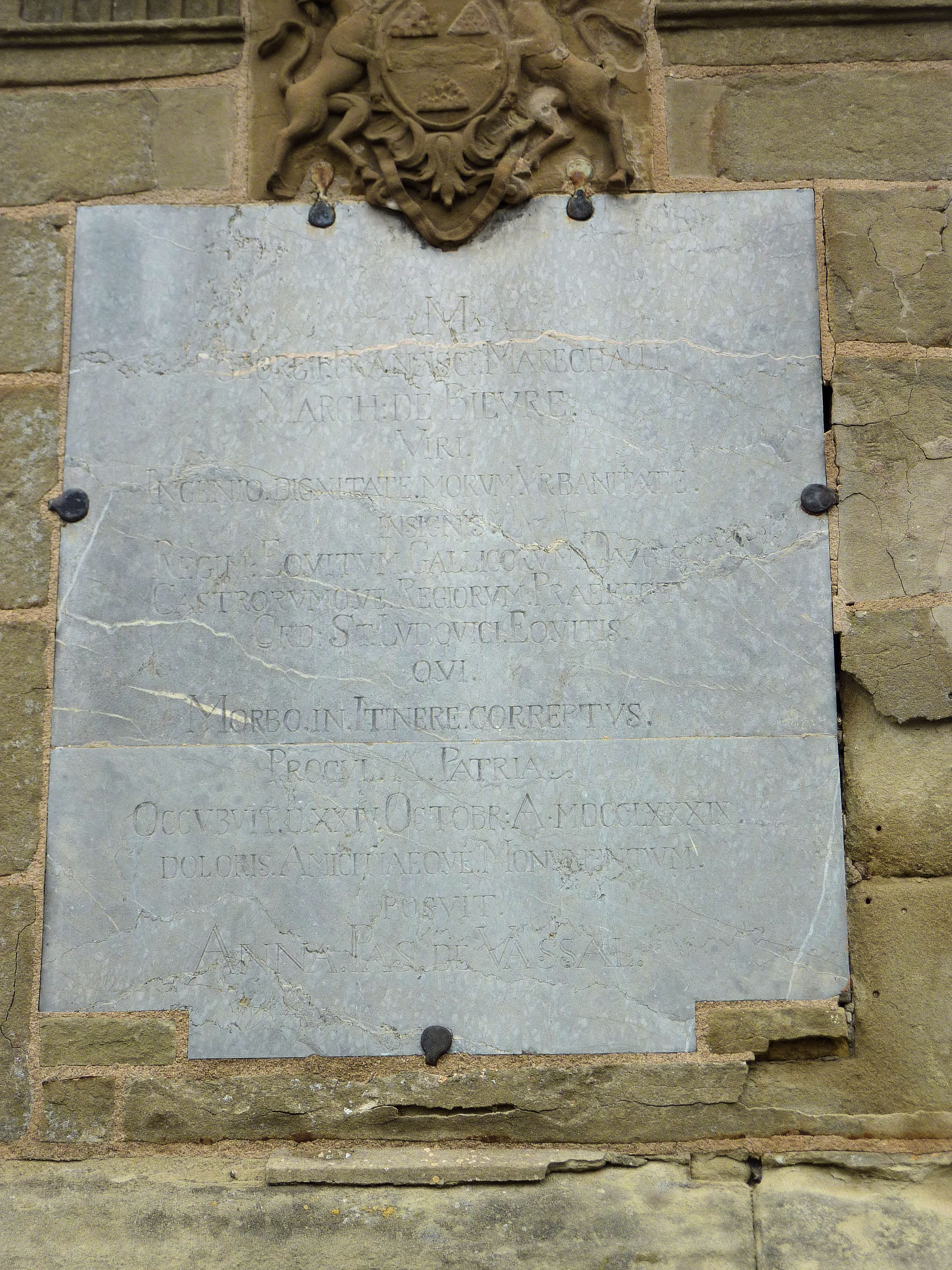
Die Inschrift

„M. Georgi. Francisci. Marechalli. March: De Bievre. Viri. Ingenio. Dignitate. Morum. Urbanitate. Insignis. Regim. Equitum. Gallicorum. Ducis. Castrorumque. Regiorum. Praefecti. Ord: St. Ludovici. Equitis. Qui. Morbo. In. Itinere. Correptus. Procul. A. Patria. Occubuit. D. XXIV. Octobr: A. MDCCLXXXIX. Doloris. Amicitiaeque. Monumentum. Posuit. Anna. Pas. De. Vassal.“
Eine sehr freie Übersetzung schuf Wilhelm Pültz:
„Weltvergessen ruht hier im sandigen Grunde ein Mann, der als Meister des feinen Wortspiels am Hofe des letzten französischen Königs eine bedeutende Stellung bekleidete. Wanderer, gedenke des Georges François de Bièvre! Hervorragend durch die Macht seines Geistes und die Würde und Milde seiner Sitten, Oberst eines Reiterregiments, Festungskommandeur und Ritter des Ordens vom hl. Ludwig (Ordre royal et militaire de Saint-Louis), starb er, auf der Reise von Krankheit ergriffen, fern von seinem Vaterland, am 24. Oktober 1789. Dieses Denkmal schufen Schmerz und Freundschaft.“

## Roman
Wilhelm Pültz schrieb einen Roman mit dem Titel Das Grabmal in Franken über Georges de Bièvre.